# Didymella vitalbina
Didymella vitalbina är en svampart som beskrevs av Petr. 1940. Didymella vitalbina ingår i släktet Didymella, ordningen Pleosporales, klassen Dothideomycetes, divisionen sporsäcksvampar och riket svampar.   Inga underarter finns listade i Catalogue of Life.